# 270 a. C.
El año 270 a. C. fue un año del calendario romano prejuliano. En el Imperio romano se conocía como el año 484 ab urbe condita. 

## Acontecimientos
- Ctesibio construye un reloj de agua.
- Consulados de Cneo Cornelio Blasión y Cayo Genucio Clepsina, cos. II, en la Antigua Roma.[1]
- El astrónomo griego Aristarco (c. 310-230 a. C.) idea un método para calcular las distancias relativas del Sol y la Luna desde la Tierra. Fue el primero en afirmar que la Tierra gira alrededor del Sol.[2]

## Nacimientos
- Asdrúbal el Bello.

## Fallecimientos
- Muerte de Epicuro.
- Marco Valerio Corvo, político romano (n. 370 a. C.).